# Kîiivske, Șostka
Kîiivske (în ucraineană Київське) este un sat în comuna Klîșkî din raionul Șostka, regiunea Sumî, Ucraina.

## Demografie
Componența lingvistică a localității Kîiivske
     Ucraineană (100%)
Conform recensământului din 2001, toată populația localității Kîiivske era vorbitoare de ucraineană (100%).